# Cars (canção)
"Cars" é uma canção de 1979 do artista britânico Gary Numan.
Foi lançada como single do álbum The Pleasure Principle. Ela chegou ao topo das paradas em vários países, e hoje é considerado um clássico do synth-pop. Nas paradas britânicas, atingiu o número 1 em 1979, e subiu para o número 9 na parada da Billboard americana, em 1980. Este single estreou na American Top 40 em 29 de março de 1980, e ficou um total de 17 semanas no AT40. "Cars" foi lançado pelo selo Atco Records, com o número do catálogo de 7211.
A canção foi a primeira a ser creditada unicamente a Gary Numan depois que ele abandonou a banda Tubeway Army, com o qual havia lançado quatro singles e dois LPs, incluindo o hit "Are 'Friends' Electric?", e seu respectivo álbum, Replicas. Musicalmente, a nova canção foi mais orientada para o público pop do que suas composições anteriores, Numan depois admitiu que tinha o sucesso em mente:
| “ | "Aquela foi a primeira vez que eu escrevi uma canção com a intenção de que "talvez ela pudesse ser um single de sucesso", eu estava escrevendo isso antes da música "Are' Friends 'Electric?" acontecer ". | ” |

Segundo Numan, a letra da canção foi inspirada em um incidente no trânsito:
| “ | "Eu estava no tráfego em Londres e tive problemas com algumas pessoas na frente [do veículo]. Eles tentaram me bater e roubar meu carro. Tranquei as portas e, finalmente, fui para a calçada para ficar longe deles. Isso explica como você pode se sentir seguro dentro de um carro no mundo moderno ... Quando você está nele, a sua mentalidade é completamente diferente... É como o seu pequeno império pessoal sobre quatro rodas. " | ” |

Em 1997, a música foi regravada pela banda de metal industrial Fear Factory e incluída em seu EP Cars. O clipe da regravação feita pela Fear Factory serviu de abertura para o game Test Drive 6.
A musica aparece na abertura do episódio Everybody Hates Car do seriado Everybody Hates Chris.

## Créditos
Participaram da gravação original em 1979:
- Gary Numan: Vocal, Teclado (Minimoog, Polymoog), Sintetizador.
- Paul Gardiner: Baixo.
- Chris Payne: Teclado (Minimoog, Polymoog).
- Cedric Sharpley: Bateria, Tamborim.